# 5991 Ivavladis
5991 Ivavladis eller 1979 HE3 är en asteroid i huvudbältet som upptäcktes den 25 april 1979 av den rysk-sovjetiske astronomen Nikolaj Tjernych vid Krims astrofysiska observatorium på Krim. Den har fått sitt namn efter den rysk-sovjetiske vetenskapsmannen Vladislav Ivanov (1936–2007).
Asteroiden har en diameter på ungefär fyra kilometer och den tillhör asteroidgruppen Nysa.